# Махновский сельсовет
Махно́вский сельсовет — муниципальное образование со статусом сельского поселения в Суджанском районе Курской области Российской Федерации.
Административный центр — село Махновка.

## История
Статус и границы сельсовета установлены Законом Курской области от 21 октября 2004 года № 48-ЗКО «О муниципальных образованиях Курской области».

## Население
| 2002  | 2010  | 2012  | 2013  | 2014  | 2015  | 2016  |
| ----- | ----- | ----- | ----- | ----- | ----- | ----- |
| 1842  | ↘1696 | ↘1667 | ↗1668 | ↘1629 | ↗1630 | ↗1672 |
| 2017  | 2018  | 2019  | 2020  | 2021  |       |       |
| ↗1707 | ↗1725 | ↘1707 | ↘1688 | ↘1604 |       |       |

## Состав сельского поселения
| № | Населённый пункт      | Тип населённого пункта       | Население |
| - | --------------------- | ---------------------------- | --------- |
| 1 | Дмитрюков             | хутор                        | ↗64       |
| 2 | Колмаков              | хутор                        | ↘79       |
| 3 | Махновка              | село, административный центр | ↘1100     |
| 4 | Русская Конопелька    | деревня                      | ↘205      |
| 5 | Фансеевка             | деревня                      | ↘5        |
| 6 | Черкасская Конопелька | село                         | ↘243      |